# Byske
För andra betydelser, se Byske (olika betydelser).
Byske (umesamiska Gyöhkahe), är en tätort i Byske distrikt i Skellefteå kommun belägen vid E4 och Bottenviken cirka 30 km norr om Skellefteå. 
E4 delar Byske i två delar på vardera en östlig och en västlig del. 
Den outbyggda Byskeälven mynnar ut i Bottenviken vid Byske. 

## Historia
Under 1700- och 1800-talen utvecklades Byske från en jordbruksby till ett brukssamhälle med sågverken som drivkraft. Kring dessa växte sedan tätorten med handelshus och socialt liv.
Byske by har medeltida anor. Redan på 1300-talet omtalas Byskeälven av Gudlav Bilder, en storman i Ångermanland, som i ett testamente tar upp sitt laxfiske i Byskeälven. När de första bofasta bönderna slog sig ner nådde förmodligen havet upp till byn. I århundraden var Byske en bland många andra jordbruksbyar.
Under 1700- och 1800-talet fick Byske sågverk, Ytterstfors sågverk, och glasbruk, Ytterstfors glasbruk, och dessa satte fart på utvecklingen av tätorten. År 1864 blev det tillåtet att bedriva handel på landsbygden och köpmän och hantverkare slog sig ned i samhället. Tidigare hade bruket haft en egen handelsbod, och de varor som inte fanns där kunde köpas i staden eller på marknader. De nya köpmännen byggde ståtliga handelsgårdar längs vägen upp mot kyrkan. 

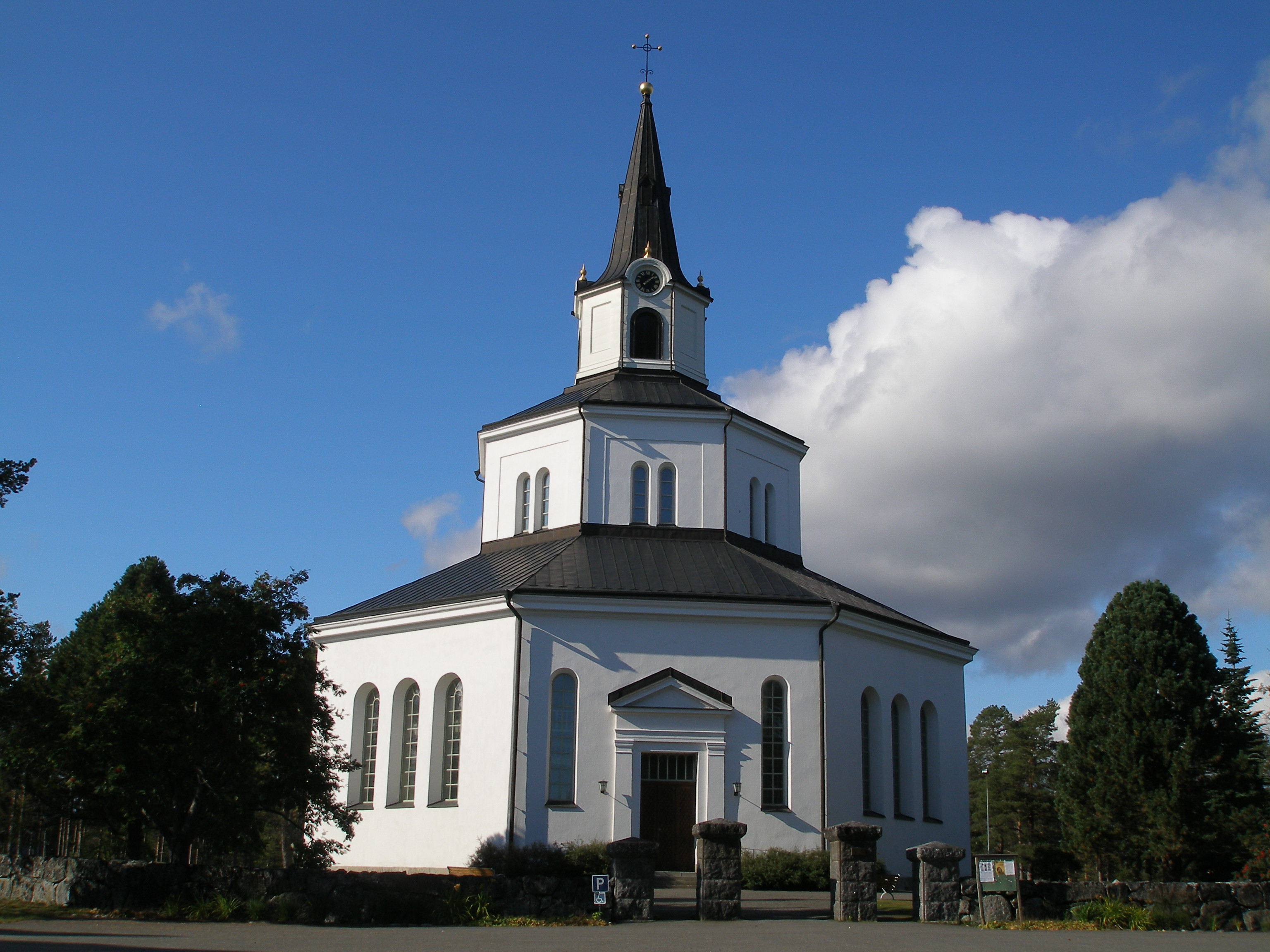
Byske kyrka

Byske kyrka ritades av stadsarkitekt Boström i Umeå och invigde 1872. I närheten uppfördes en liten kyrkstad, Byske kyrkstad, den blev en av de sista som byggdes i Sverige. Man hade planerat för 89 stugor men det byggdes bara åtta.
När Riksväg 13 kom till i början av 1900-talet, uppstod en ny handelsgata längs nuvarande Storgatan. Det blev Byskes nya ansikte utåt. Där slog sig också flera hantverkare ner. Liksom många andra små orter har också Byske drabbats av affärsnedläggningar, men trots det finns mycket av den gamla prägeln av affärscentrum kvar. På vägen ner mot Byske havsbad finns ett hantverksmuseum som berättar om både hantverkare och verktyg. Bredvid kyrkan ligger hembygdsgården, i folkmun kallad Lars Nisha-gården. En liten bit därifrån ligger Markströmska gården från 1794. Det är en tidstypisk bondgård med en välbevarad interiör från 1800-talet.

### Administrativa tillhörigheter
Byske var och är kyrkby i Byske socken och ingick efter kommunreformen 1862 i Byske landskommun, där för orten Byske municipalsamhälle var inrättat mellan 8 maj 1931 och 31 december 1957.

### Befolkningsutveckling
| Befolkningsutvecklingen i Byske 1960–2020 | Befolkningsutvecklingen i Byske 1960–2020 | Befolkningsutvecklingen i Byske 1960–2020 | Befolkningsutvecklingen i Byske 1960–2020 | Befolkningsutvecklingen i Byske 1960–2020 |
| ----------------------------------------- | ----------------------------------------- | ----------------------------------------- | ----------------------------------------- | ----------------------------------------- |
|                                           |                                           |                                           |                                           |                                           |
| År                                        |                                           |                                           | Folkmängd                                 | Areal (ha)                                |
| 1960                                      | 1960                                      |                                           | 1 143                                     |                                           |
| 1965                                      | 1965                                      |                                           | 1 345                                     |                                           |
| 1970                                      | 1970                                      |                                           | 1 551                                     |                                           |
| 1975                                      | 1975                                      |                                           | 1 710                                     |                                           |
| 1980                                      | 1980                                      |                                           | 1 999                                     |                                           |
| 1990                                      | 1990                                      |                                           | 1 932                                     | 292                                       |
| 1995                                      | 1995                                      |                                           | 1 852                                     | 305                                       |
| 2000                                      | 2000                                      |                                           | 1 738                                     | 307                                       |
| 2005                                      | 2005                                      |                                           | 1 731                                     | 308                                       |
| 2010                                      | 2010                                      |                                           | 1 728                                     | 321                                       |
| 2015                                      | 2015                                      |                                           | 1 785                                     | 326                                       |
| 2020                                      | 2020                                      |                                           | 1 741                                     | 328                                       |
|                                           |                                           |                                           |                                           |                                           |

## Samhället
Byske har mataffärer, restauranger, vårdcentral, skola och specialaffärer. Väster om centrum ligger den åttkantiga Byske kyrka med en liten kyrkstad. Tidigare fanns där även ett skolmuseum. Byske havsbad ligger öster om ortens centrum och den tillhörande campingen är en av de få i Sverige med fem stjärnor. 

### Handel
Byns handelscentrum ligger vid Storgatan nära älven. Enligt SCB:s avgränsning för handelsområde år 2015 fanns där ett handelsområde med koden H2482016. Där ligger bland annat Coop och Ica mittemot varandra samt apotek (tidigare Apoteket Örnen, drivs av Apoteket AB).
Den kooperativa rörelsen i Byske har sitt ursprung i Byske kooperativa handelsförening som grundades 1915 och sedermera etablerade flera filialer i området. Föreningen uppgick sedermera i Konsum Västerbotten, som senare blev Coop Nord som fortsatte driva butiken i Byske.
En stor arbetsgivare i Byske är fläkttillverkaren Franke, tidigare Futurum AB.

### Bankväsende
Norrlandsbanken etablerade sig i Byske den 1 februari 1915. Norrlandsbanken uppgick snart i Svenska Handelsbanken. Byske har ä ven haft ett sparbankskontor tillhörande Skellefteå sparbank.
Swedbank stängde sitt kontor i mars 2017. Den 1 mars 2021 stängde även Handelsbanken, varefter orten saknade bankkontor.

## Övrigt
Nedslagskratern Byske på planeten Mars, är namngiven efter orten Byske i Västerbotten.